# Daley Blind
Daley Blind (* 9. März 1990 in Amsterdam) ist ein niederländischer Fußballspieler. Der Verteidiger steht beim FC Girona unter Vertrag und ist für die A-Nationalmannschaft aktiv. Sein Vater ist der ehemalige niederländische Nationalspieler Danny Blind.

## Karriere

### Vereine

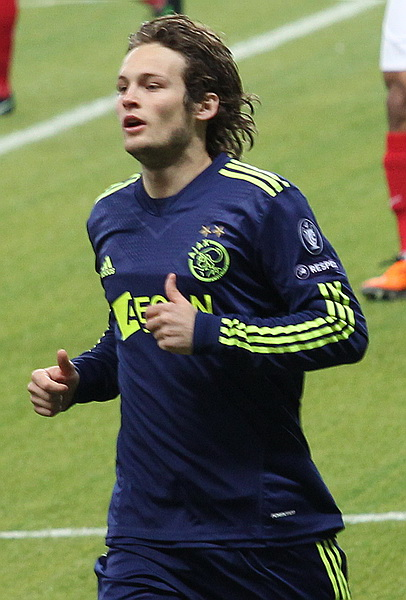
Blind bei Ajax Amsterdam (2011)

Blind spielte bis 1998 für den AFC Amsterdam, ehe er in die Fußballakademie von Ajax Amsterdam kam. Dort durchlief er die Jugendmannschaften, bis er im Sommer 2008 in den Profikader des Vereins rückte. Im Dezember des gleichen Jahres erhielt der Jungspieler seinen ersten Profivertrag beim Amsterdamer Hauptstadtklub. Kurz zuvor, am 7. Dezember 2008, gab Blind im Auswärtsspiel gegen den FC Volendam sein Ligadebüt und konnte dabei überzeugen. Bis Ende 2009 kam er in insgesamt fünf Ligaspielen und einer Partie im UEFA-Pokal zum Einsatz. Da er bei Ajax in der Saison 2009/10 keine Spielpraxis in der ersten Elf erhielt, wurde er für die Rückrunde der Spielzeit an den Ligakonkurrenten FC Groningen ausgeliehen. Unter Trainer Martin Jol kam Blind auch in der Saison 2010/11 zunächst nicht zum Zuge. Erst nach dem Trainerwechsel zu Frank de Boer konnte er in der Rückrunde weitere Einsätze verbuchen; er ersetzte zunächst den ins Mittelfeld vorgerückten Vurnon Anita auf der Position des linken Verteidigers.
Am 1. September 2014 wechselte Blind in die Premier League zu Manchester United. Er unterschrieb einen Vierjahresvertrag bis zum 30. Juni 2018 mit Option auf ein weiteres Jahr und kostete 14 Mio. Pfund Sterling (ca. 17,7 Mio. Euro) Ablöse. Mit dem Verein platzierte sich Blind stets im oberen Drittel der Tabelle und gewann zudem 2017 die UEFA Europa League, nachdem im Endspiel sein ehemaliger Verein Ajax Amsterdam mit 2:0 besiegt wurde.
Zur Saison 2018/19 kehrte Blind für eine Ablösesumme in Höhe von 16 Millionen Euro, die sich durch Bonuszahlungen auf 20,5 Millionen Euro erhöhen konnte, zu Ajax Amsterdam zurück. Er unterschrieb einen Vertrag mit einer Laufzeit bis zum 30. Juni 2022. Ende Dezember 2022 einigte er sich mit dem Verein auf eine vorzeitige Auflösung des noch bis zum Ende der Saison 2022/23 laufenden Vertrags.
Anfang Januar 2023 schloss sich Blind in der Bundesliga dem FC Bayern München an und unterschrieb einen Vertrag bis zum Ende der Saison 2022/23. Der Verein reagierte damit auf den Kreuzbandriss von Lucas Hernández.
Im Juli 2023 trat er ablösefrei dem spanischen Erstligisten FC Girona bei.

### Nationalmannschaft
Blind durchlief die Nachwuchsnationalmannschaften des KNVB der Altersklassen U15 bis U21. Mit der U17-Nationalmannschaft nahm der Mittelfeldspieler an der Europameisterschaft 2007 in Belgien teil, kam in allen drei Spielen der Gruppe B zum Einsatz und erzielte zwei Tore. Am 6. Februar 2013 debütierte er im Freundschaftsspiel gegen Italien in der „Elftal“. 2014 war er Teil des Kaders der A-Nationalmannschaft für die WM 2014, mit der er den dritten Platz erreichte. In allen Spielen der Elftal stand er in der Startformation. Im „kleinen Finale“ gegen Gastgeber Brasilien erzielte er beim 3:0-Sieg das Tor zum 2:0 in der 17. Minute.

## Sonstiges
Im Dezember 2019 wurde Blind wegen der Folgen einer Myokarditis ein Defibrillator implantiert.

## Titel und Auszeichnungen

### Titel
International
- Europa-League-Sieger: 2017

Niederlande
- Meister (7): 2011, 2012, 2013, 2014, 2019, 2021, 2022
- Pokalsieger (2): 2019, 2021
- Supercupsieger (2): 2013, 2019

England
- Pokalsieger: 2016
- Ligapokalsieger: 2017
- Supercupsieger: 2016

Deutschland
- Meister: 2023

### Auszeichnung
- Fußballer des Jahres der Niederlande: 2014[10]